# Meizodon coronatus
Meizodon coronatus är en ormart som beskrevs av Schlegel 1837. Meizodon coronatus ingår i släktet Meizodon och familjen snokar. Inga underarter finns listade i Catalogue of Life.
Ovansidans fjäll är mjuka samt gråa med vita punkter. Fyra mörka band tvärs över huvudet blir hos äldre exemplar blekare. Fjällen mellan näsborrarna är delad i två delar. Meizodon coronatus blir upp till 65 cm lång.
Arten förekommer i västra och centrala Afrika från Senegal till Tchad och Kongo-Kinshasa. Honor lägger inga ägg utan föder levande ungar. Exemplaren lever i savanner och de har små ödlor som föda. De är aktiva på dagen.
För beståndet är inga hot kända. Hela populationen anses vara stor. IUCN listar arten som livskraftig (LC).